# Dead Man's Shoes
Dead Man's Shoes este episodul 83 al serialului american Zona crepusculară. A fost difuzat pe 19 ianuarie 1962 pe CBS.

## Prezentare

### Introducere
| “ | Nathan Edward Bledsoe, al familiei Bledsoes din Bowery⁠(d), un bărbat cândva, un spectru acum. Unul dintre acele nenumărate spirite ale zilelor noastre care bântuie nopțile împuțite ale orașului în căutarea unui loc de dormit, a unei pomeni, a unui pahar de uitare. Nate nu știe, dar drumul său este pe cale să se încheie, deoarece acei noi pantofi strălucitori îl vor conduce în capitala Zonei crepusculare. | ” |

### Intrigă
Nate Bledsoe, un om al străzii, fură perechea de pantofi ai lui Dane, un gangster recent asasinat, al cărui cadavru a fost aruncat într-o alee. Doi dintre asociații săi încearcă să-i scoată pantofii scumpi, dar fără niciun rezultat. În momentul în care s-a încălțat cu pantofii gangsterului, îi sunt insuflate personalitatea și amintirile acestuia, iar Dane își continuă viața prin el. Nate vizitează casa iubitei lui Dane, care îi recunoaște comportamentul și îl sărută. Apoi merge la un bar pentru a-l înfrunta pe Dagget, cel care a comandat asasinarea. Dagger este la început neliniștit, dar conștientizează în cele din urmă cine este Nate și îl împușcă. Înainte de a-și da ultima suflare, acesta îi spune: „Mă voi întoarce, Bernie, și ma voi întoarce... iar și iar”. Cadavrul este aruncat în același loc ca victima inițială. Un om al străzii găsește cadavrul, îi fura pantofii și ciclul reîncepe.

### Concluzie
| “ | Există o veche vorbă conform căreia: „Dacă pantoful se potrivește, poartă-l”. Dar ai grijă. Dacă se întâmplă să găsești o pereche de mocasini negri și gri, mărimea 9, făcuți la comanda în țara de baștină, fii cu mare băgare de seamă. Ai putea să ajungi direct în Zona crepusculară. | ” |

## Distribuție
- Warren Stevens - Nate Bledsoe
- Richard Devon - Dagget
- Joan Marshall - Wilma
- Ben Wright - Chips
- Harry Swoger - Sam
- Ron Hagerthy - Ben
- Florence Marly - iubita lui Dagget